# Dolichopeza nigrofemorata
Dolichopeza nigrofemorata är en tvåvingeart som beskrevs av Alexander 1931. Dolichopeza nigrofemorata ingår i släktet Dolichopeza och familjen storharkrankar. Inga underarter finns listade i Catalogue of Life.